# 韩国汽车工业

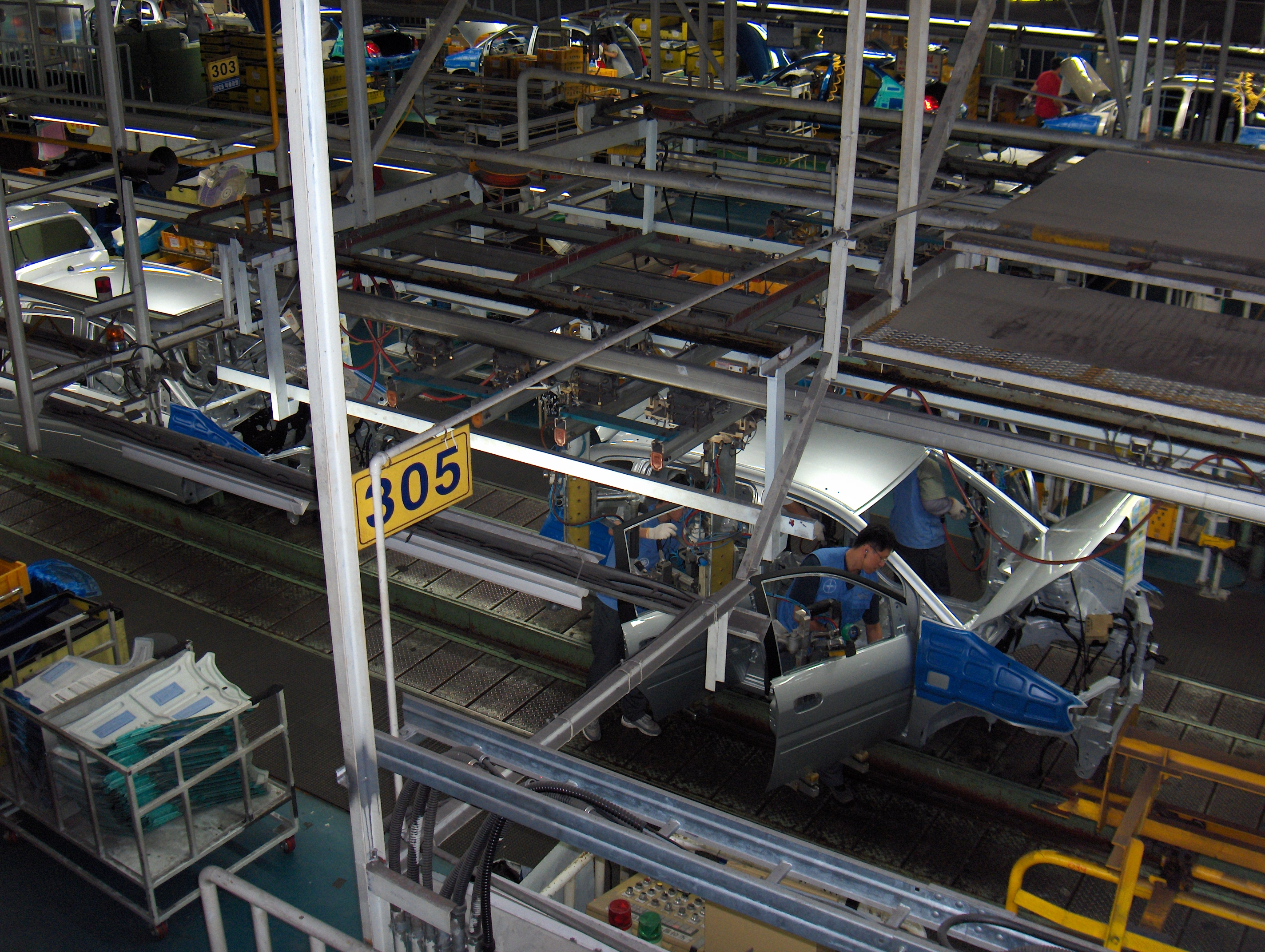
韩国现代汽车在蔚山的装配线

韩国汽车工业是韩国制造业的支柱产业之一。2014年，韩国汽车产量为452万辆，占全球汽车总产量的5%。自2005年以来，韩国已经起连续10年蝉联世界第五大汽车生产国。韩国生产的轿车在喷漆、装配、铸造、锻造、热处理、机械加工、熔接，检查等技术方面已经达到或接近发达国家水平，节油率已经超过了美国、日本等国家，排气量也低于美、日的规定值，噪声量低于美国标准值。韩国曾被誉为“二战后唯一在汽车产业上成功的国家”:168。

## 历史

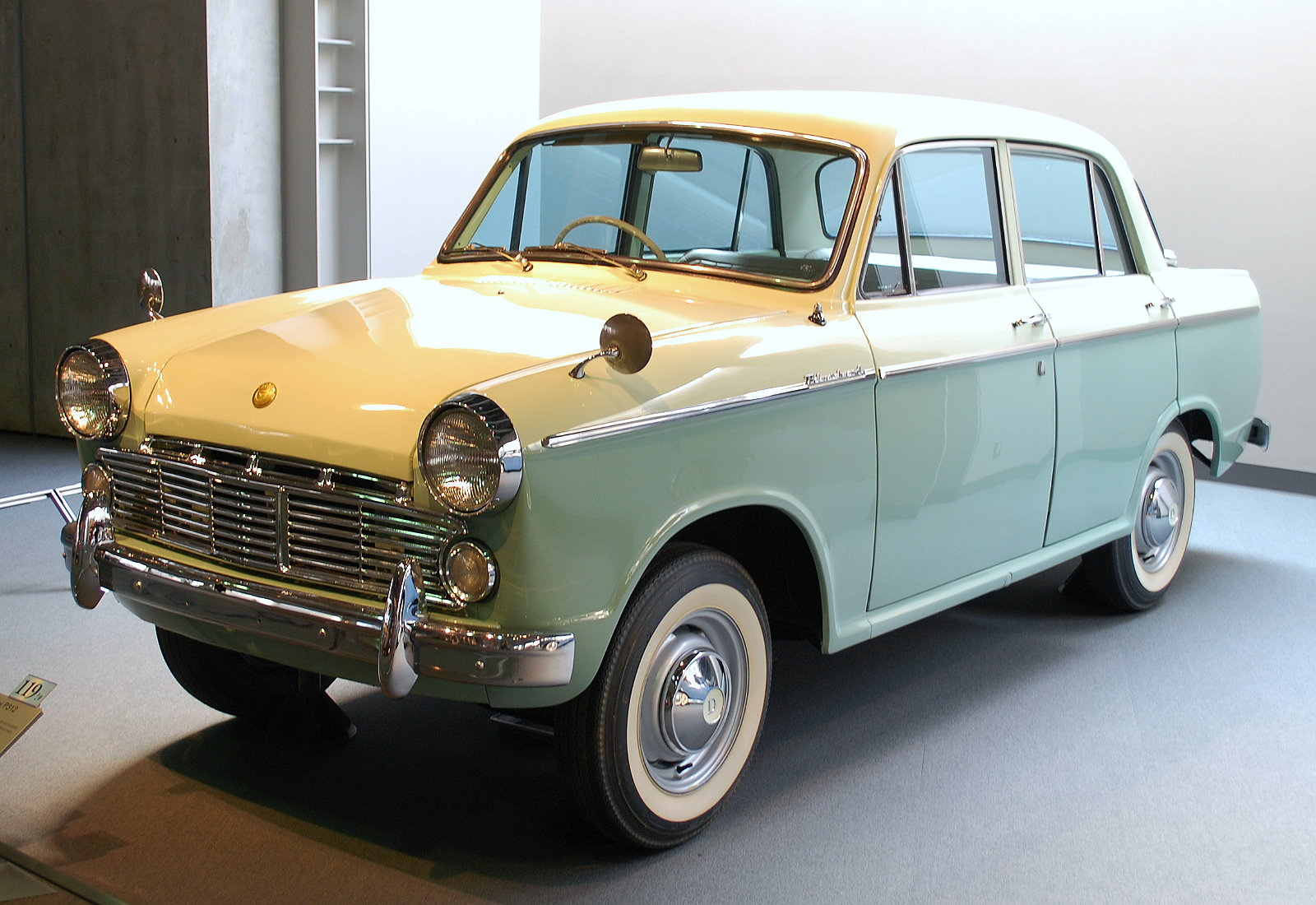
1962年韩国新进汽车组装的“蓝鸟”轿车

### 早期萌芽阶段
朝鲜半岛上的首辆汽车是朝鲜王朝1903 年从美国购进的一辆轿车。1930-1945年间，朝鲜陆续通过从美国、日本等国家引进技术和设备，建起了一些汽车零部件制造厂和汽车修理厂。1945年韩国光复时，有7000多辆美军或之前日本人引进的汽车在韩国登记在册。朝鲜战争结束后，韩国对汽车运输工具的需求更为巨大，但当时韩国的汽车技术只是简单的手工修理和改造朝鲜战争淘汰下来的旧汽车。1955年，大宇汽车的前身“新进工业社”，以美军威利吉普車为基础，手工制作出韩国首辆汽车“始发汽车”。“河东涣工业社”利用GMC货车框架，生产了韩国首辆大客车。:381955-1962年间，有3000余辆手工制作的“始发汽车”在韩国生产销售。这些车主要是被用作出租车。

### 起步阶段
1962年5月，韩国颁布了《汽车工业保护法》，并制定了汽车工业发展5年计划，一方面通过进口许可制定保护国内汽车工业，另一方面通过整合国内汽车工业为实现汽车国产化做好铺垫。同年8月，韩国与日本尼桑合作建起了第一家现代化的轿车装配厂，以KD方式组装1500cc排量的“蓝鸟”轿车，开始了韩国真正意义上的汽车生产。
1965年6月22日，韩日邦交正常化后，日本成为韩国重要的汽车合作伙伴。1966年，新进汽车（后发展成为大宇汽车）开始与日本丰田合作生产1500毫升的“CORONA”轿车。1973年，起亚汽车开始与日本马自达进行技术合作，组装马自达轿车:140-141。1967 年底，现代汽车公司成立，并在1968年初与英国福特公司（美国福特公司的子公司）签订技术合作协议, 以CKD方式组装“CORTINA”小轿车。1969 年，亚细亚汽车公司开始组装菲亚特轿车。在政府的扶植下，韩国汽车工业出现了新国、新进、亚细亚、现代等与欧美汽车公司合作组装进口汽车零部件和半成品的汽车企业:140。

### 国产化阶段

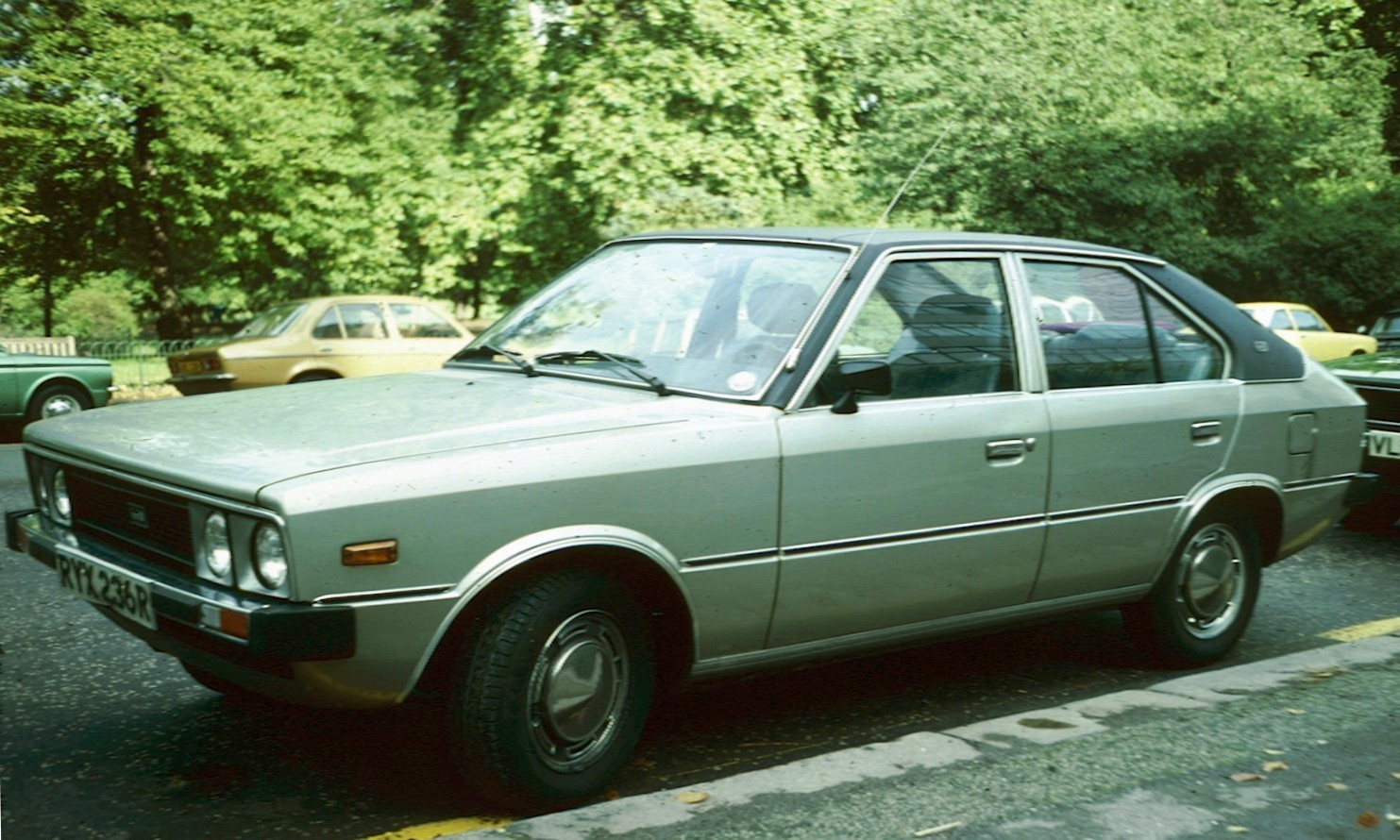
韩国自主研发的首辆国产轿车现代Pony第一代

1969年12月，韩国制定发展汽车工业基本计划，提出1972年实现小轿车国产化，1974年大轿车国产化的目标。1970年，韩国制定了《汽车工业育成计划》，并制定145种汽车零部件为国产化对象，68家零部件工厂为国产化工厂，以提高韩国汽车零部件的国产化率。在韩国第三个经济五年计划（1972-1976年）中，整顿和发展汽车工业被列为重点之一。1973年初，朴正熙发表《重化学工业化宣言》，将汽车工业列入“十大战略产业” 之一。同年，韩国颁布了《汽车工业扶植法》。1974年，韩国出台了《汽车工业长期振兴计划》，随后又在1975年颁布了《中小企业系列化促进法》和《生产分离措施》等法规政策，进一步将轿车生产放在首要位置。通过整合，韩国汽车工业形成现代、起亚、亚细亚和高丽通用四大汽车生产企业的格局。
1973年7月，起亚首次开发出2000cc的汽车发动机。1974年，韩国现代自主研发的第一个车型现代Pony在第55届都灵车展亮相，使韩国成为世界第16个能独立生产轿车的国家。Pony由意大利设计师设计，采用日本三菱的发动机，韩国制造，国产化率达到90%。1976年，Pony轿车开始批量生产并出口南美，起亚和高丽通用生产的卡车出口到中东地区，开创了韩国汽车海外出口的先河:171:141。当年，现代汽车向13个国家出口了1042辆汽车。在随后的几年里，韩国汽车业通过迅速改进产品质量，成为亚洲续日本之后第二个拥有自己汽车工业的国家:171。1979年，韩国汽车产量突破了20万辆大关，出口量达3万多辆。汽车成为韩国十大出口商品之一。:141。

### 扩张与提升阶段

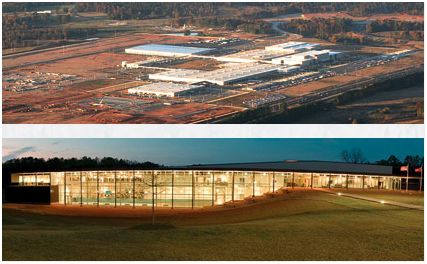
起亚在美国佐治亚州的工厂

1979年10月，朴正熙被暗杀身亡后。1980年5月，韩国爆发光州起义。政局的动荡和第二次世界石油危机使韩国经济在1980年出现负增长。为重振汽车产业，1981年2月，韩国公布了《汽车工业合理化措施》，旨在通过实现生产的专业化，增强竞争力，提高汽车的生产能力和质量。现代和大宇两家公司被安排集中生产小轿车；起亚和东亚集中生产消防车和5吨以下的小型货车；亚细亚主要生产吉普车等。5吨以上的卡车和大轿车（公共汽车）则由各汽车生产企业自由生产。从1982 年起，伴随韩国经济形势的好转，汽车产量也开始连续10年稳步快速增长。1985-1987年间，韩国汽车生产量年均增速达到了60%。1988年，韩国汽车产量首次达到100万关口。韩国汽车产量也在20世纪80年代，从不到30万辆跨越到100万辆，翻了3番多。:48-49。20世纪80年代后期，韩国已经发展成为世界主要的汽车生产国之一:171。
1987年，韩国开始逐步放开汽车市场，除了降低关税外，还解除了国内整车企业的进入限制。1989年，韩国进一步解除了汽车市场进入、产量、和销售方面的管制，只保留安全和环保等几项少数管制。汽车市场的放开使韩国汽车企业面临巨大的技术开发压力与动力，市场竞争明显加剧。现代推出了Pony高级轿车，大宇着手开发LeMans高级轿车，起亚则开发出Besta轿车。韩国汽车在国际市场也不断进行扩展，续打入东南亚之后，又打入北美和欧洲市场，后来又进入日本市场。韩国汽车已经出口到世界190多个国家和地区。:171。
1990-1995年间，韩国汽车生产量仍以年均15%的速度增长。1995年，韩国汽车产量达到240万辆，出口数量突破100万辆大关，成为世界第5大汽车生产国:49。1997年，韩国汽车产量突破了300万辆，出口131.7万辆。

### 亚洲金融危机后的重起飞阶段

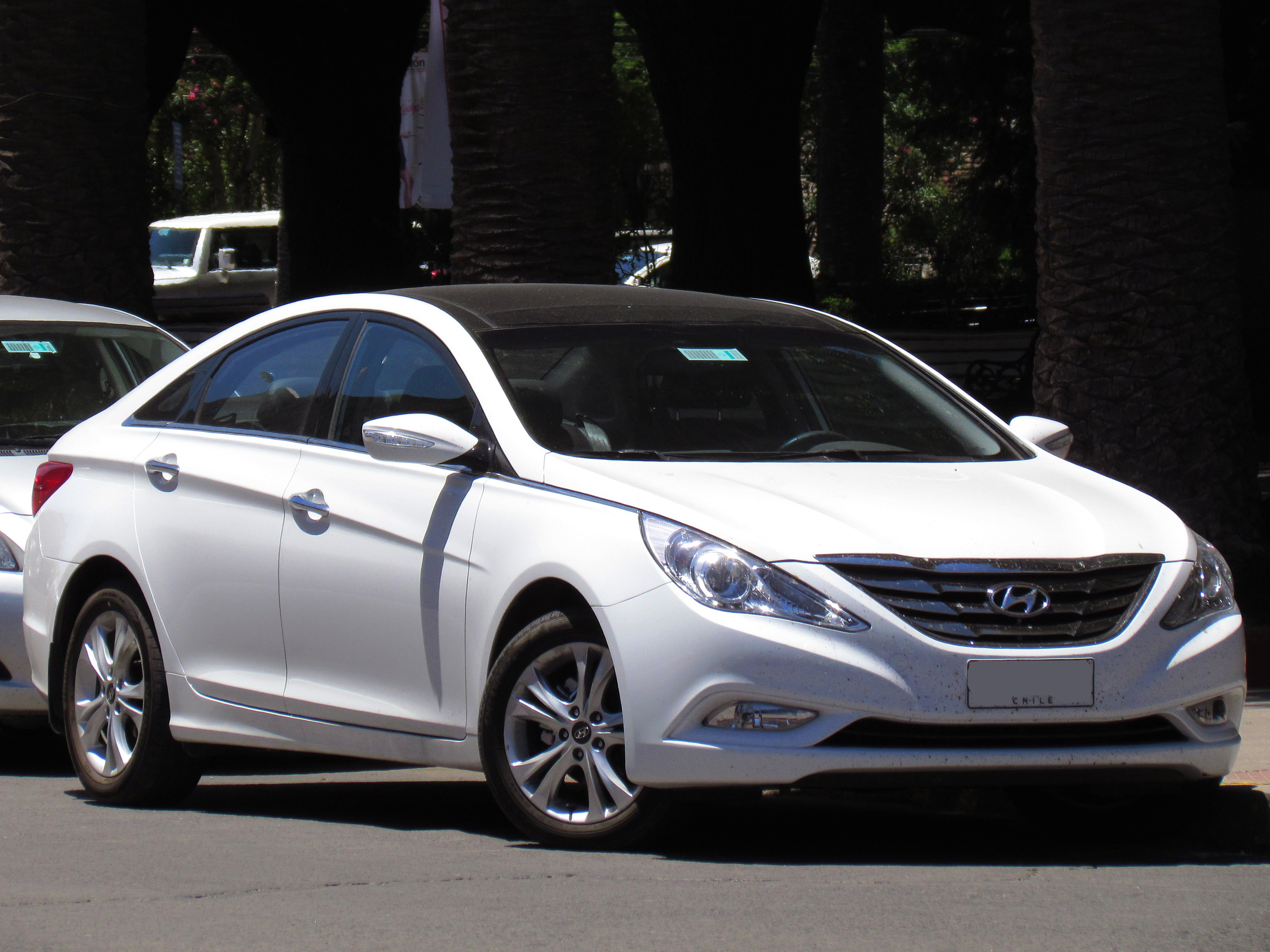
现代索纳塔

1997年，韩国汽车工业受到亚洲金融危机的冲击，韩国由危机前的世界第五大汽车生产国下滑到第八位。为走出危机，韩国汽车业进行了更大规模的调整。1999年，现代汽车收购了起亚汽车成立了现代-起亚汽车集团；大宇汽车收购了双龙汽车，合并了大宇国民车，但由于无法摆脱财政困境，最终被美国通用汽车收购；1999年，双龙汽车从大宇分离出来后，5年后被中国上海汽车集团收购；三星汽车在2000年被雷诺汽车收购，成立了雷诺三星汽车:172:141-142。1999年，韩国汽车开始出现转机，对欧美的汽车出口均明显回升。1999年5月12日，韩国汽车出口量达到1000万辆:49:141。
通过合并，现代-起亚汽车集团上升为世界第七大汽车生产商。与此同时，韩国汽车加大了品質水準和品牌的提升。2004年，现代汽车在J.D.Power按不同品牌进行的IQS调查中，在车辆初期品質水準调查方面优于丰田，在按不同厂商的调查中与本田并列第二，在重复购买率方面名列第四位。现代汽车生产的索纳塔被美国消费者联盟发行的《消费者购物指南》选定为“缺点最少的汽车”。此外，韩国汽车企业加快了国际化的进程，开始把生产线向海外转移，纷纷在美国、中国、伊朗等国家投资建厂:49。2002年10月18日，现代汽车与北京汽车投资有限公司共同投资成立北京现代汽车有限公司。2008年2月，北京现代第100万辆汽车上线。仅仅5年的时间，北京现代就成了中国汽车百万辆俱乐部的成员:142。
2004年，韩国汽车出口数量达到232万辆，国内外总销量突破了400万辆的大关。2007年，韩国5大汽车生产商的总产量达到了520万辆。:50 2014年，韩国汽车产量为452万辆，占全球汽车总产量的5%。自2005年以来，韩国已经起连续10年蝉联世界第五大汽车制造国。

## 主要汽车生产商
- 现代汽车集团
  - 现代汽车
  - 捷恩斯汽车
  - 起亚汽车
- KGM
- 雷诺韩国汽车
- 韩国通用汽車
- 塔塔大宇商用車
- 大宇巴士